# Фузаир, Мухаммед
Мохамед Фузаир (фр. Mohammed Fouzair; род. 24 декабря 1991, Касабланка, Касабланка) — марокканский футболист, полузащитник, игрок клуба «Аль-Раед».

## Карьера
Фузаир начал свою карьеру в юношеских рядах клуба родного города «Раджа». В 2012 году стал игроком клуба ФЮС, и в том же году дебютировал за первую команду. В течение 5 лет игры за команду, Мохамед сыграл 116 матчей и забил 28 голов в чемпионате. Следующим клубом стал саудовский «Ан-Наср», однако, уже через год вернулся на родину.